# Cantón Pablo Sexto
Pablo Sexto es un cantón de la provincia de Morona Santiago en Ecuador, tiene una población de 2267 habitantes.  Su cabecera cantonal es la ciudad de Pablo Sexto.  Dentro del cantón se encuentra parte del Parque Nacional Sangay.  Su fecha de cantonización fue el 24 de octubre de 2001. Dentro del cantón se encuentra la cima del volcán Sangay que tiene una altitud de 5280 m s. n. m. y es patrimonio natural de la humanidad por la UNESCO.
El cantón Pablo Sexto es el segundo menos poblados de los 221 cantones del país (con 2267 habitantes según el censo de 2022), lo que contrasta con el cantón de Guayaquil, en la provincia de Guayas, que con más de 2,7 millones de habitantes es el más poblado.
La cabecera cantonal, Pablo Sexto posee atractivos turísticos como el Dique del Río Tunantz, el parque arqueológico "Las Tolitas", la reserva natural "Los Copales" y el "Mirador de la Cruz".
La alcaldesa del cantón es Yajaira Ramón Rodas para el periodo 2023 - 2027.

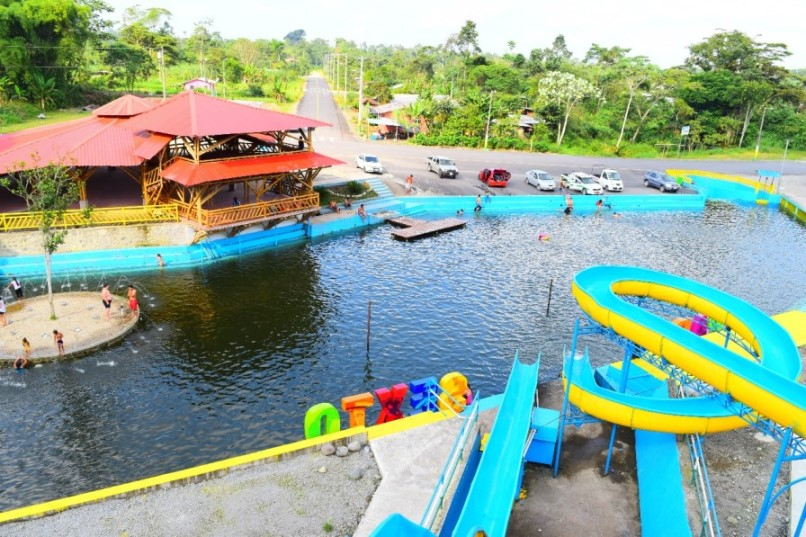
Vista general del complejo turístico público "Dique del Río Tunants"

## Extensión y límites
El cantón Pablo Sexto tiene una extensión de 1371 km². 

Su clima es muy húmedo ya que se encuentra en la Amazonía ecuatoriana.  La temperatura media varía de 19 °C a 22 °C 

Sus límites son:
- Al norte con la provincia de Chimborazo y el cantón Palora.
- Al sur con los cantones Huamboya y Morona.
- Al este con cantones Huamboya y Palora.
- Al oeste con la provincia de Chimborazo.

## División política
El cantón no cuenta con parroquias, es una unidad político territorial conformada por 8 centros shuar cuyos nombres son: Sangay, Santa Inés, Shawi, Sintinis, Kunamp, Kunkup, Yamanunka e Ikiam y 2 comunidades urbanas de origen colono: El Rosario y la cabecera cantonal de Pablo Sexto. Además, hay 2 nuevos núcleos poblacionales shuar en El Rosario: San Carlos y el barrio Los Copales.

## Toponimia
El nombre de Pablo Sexto es en honor al papa Pablo VI número 262 de la Iglesia católica que estuvo en ese cargo desde el año de 1963 hasta su muerte quince años después. 
Es el padre italiano salesiano Isidoro Formaggio quien tuvo la iniciativa de llamar a esta zona con este nombre, inclusive antes de que los primeros colonos llegaran. Esta es la razón por la cual la primera pre cooperativa formada por los colonos en octubre de 1969 en lo que hoy es la Cabecera Cantonal, llevaría en sus inicios el nombre de Pablo Sexto. Luego, está precooperativa cambiaría su nombre por el de 12 de Febrero, pero se le seguiría conociendo como Pablo Sexto. Finalmente, es en el año de 2001 cuando se escogería este nombre de Pablo Sexto también para todo el cantón en su creación.

## Turismo
El principal atractivo turístico es un dique hecho en el río Tunants, que genera espacios para recreación y también de descanso familiar; es un equipamiento reconocido por sus habitantes, cuenta con áreas complementarias como un tobogán, áreas de asadores, máquinas para ejercicios, áreas verdes y un bar-restaurante.
En Pablo Sexto se tiene puntos con vestigios arqueológicos de culturas preexistentes especialmente la "Sangay" y la "Upano". Un lugar con estos vestigios es el Parque Arqueológico Las Tolitas que se ha convertido en referente de la ciudadanía por su connotación histórica. La intervención que se ha dado en los últimos años ha posibilitado poner en valor la parte arqueológica que daría luces sobre los primeros pobladores del territorio amazónico y quizá de la sierra sur del Ecuador.

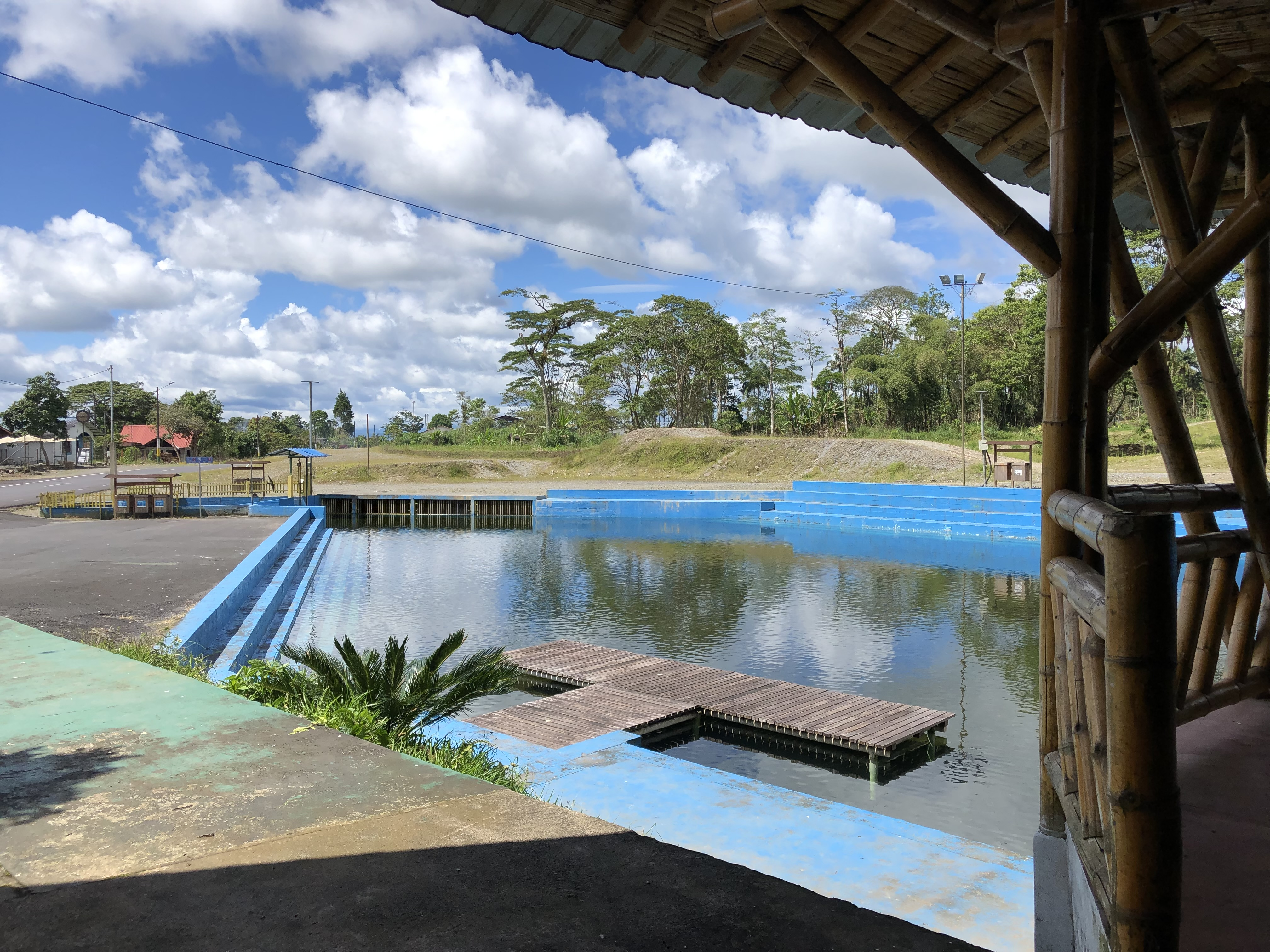
Represamiento artificial del río Tunants

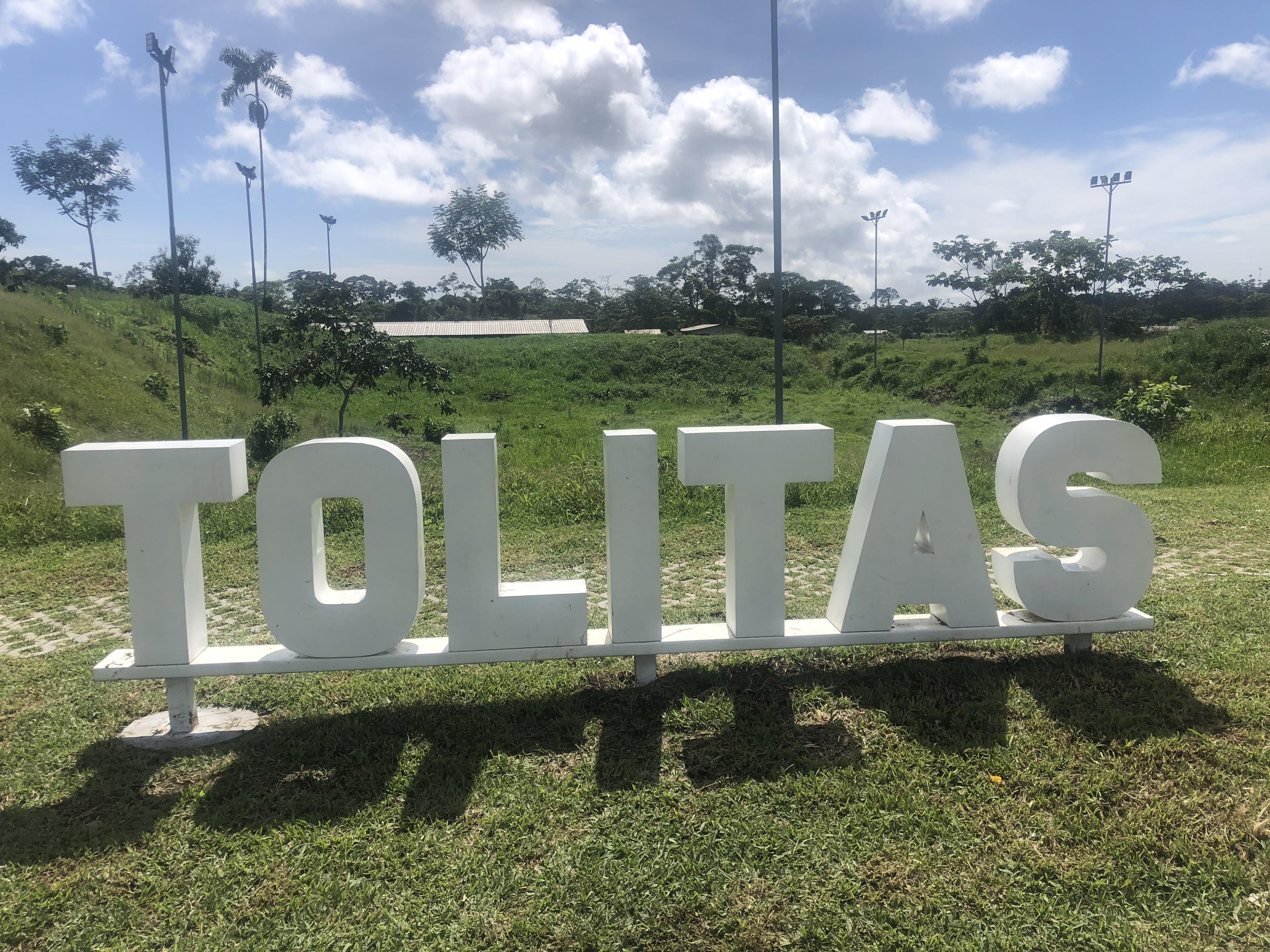
Parque Arqueológico Las Tolitas